# Ornithogalum corticatum
Ornithogalum corticatum là một loài thực vật có hoa trong họ Măng tây. Loài này được Mart.-Azorín mô tả khoa học đầu tiên năm 2007.